# Ernst Robetschek
Ernst Robetschek (* 30. Oktober 1912 in Wien; † 3. Mai 1972) war ein österreichischer Jurist und Politiker (ÖVP). Robetschek war zwischen 1945 und 1953 Wiener Landtagsabgeordneter und Mitglied des Gemeinderats und zwischen 1950 und 1953 Amtsführender Stadtrat.
Robetschek besuchte die Volksschule und das humanistische Gymnasium, bevor er 1930 die Reifeprüfung ablegte. Er studierte im Anschluss Rechts- und Staatswissenschaften an der Universität Wien und promovierte 1936 zum Dr. jur. Danach war Robetschek bis zum 12. März 1938, dem Einmarsch der deutschen Wehrmacht, als Sekretär in der gewerblichen Wirtschaft Wien beschäftigt und war Professor an der Wiener Handelsakademie. Des Weiteren war Robetschek als Journalist, Redakteur und Korrespondent für mehrere Auslandszeitungen aktiv. Während der Kriegsjahre war Robetschek als selbständiger Steuerberater tätig.
Nach dem Ende des Krieges wurde Robetschek Generalsekretär des Österreichischen Wirtschaftsbundes und wurde am 13. Dezember 1945 als Abgeordneter zum Wiener Landtag sowie am Folgetag als Mitglied des Gemeinderates angelobt. Zudem wurde er am 14. Februar 1946 zu einem der Vorsitzenden des Wiener Gemeinderates gewählt. Sein Amt als Vorsitzender legte Robetschek am 20. März 1950 zurück, als er die Nachfolge von Anton Rohrhofer als Stadtrat für Baubehördliche und sonstige technische Angelegenheiten antrat. Er blieb bis zum 10. September 1953 in diesem Amt und legte an diesem Tag auch sein Landtags- und Gemeinderatsmandat aus gesundheitlichen Gründen nieder.
Robetschek veröffentlichte mehrere wirtschaftspolitische Schriften, war Landesgruppenobmannstellvertreter der Landesgruppe Wien des Österreichischen Wirtschaftsbundes sowie Erster Präsident der Kammer der Wirtschaftstreuhänder. Zudem war er Bundesobmann der Vereinigung der österreichischen Wirtschaftstreuhänder.
In seiner Freizeit leitete er eine Musikkapelle und komponierte. Seine musikalischen Werke veröffentlichte er unter dem Namen Ernst Robert. Er war Konsulent des Österreichischen Komponistenbundes. Er wurde am Ottakringer Friedhof bestattet.